# Музей вина (Париж)
Музей вина (фр. Musee du Vin), расположенный в XVI округе Парижа в сквере Диккенса, рассказывает об истории виноделия и технологии процесса в предметах и лицах. Музей был создан для поддержания традиций виноделия и стандартов качества вина.
Адрес музея: Париж 75016, Рю-дез-О (фр. rue des Eaux), дом 5, станция метро Пасси.

## История
В Средние века столицу Франции окружали прекрасные виноградники. В XV веке неподалёку от того места, где находится сегодня Музей вина, в ту пору не входившего в состав Парижа, росли виноградники (о чём до сих пор напоминает улица Виноградников) и стоял францисканский монастырь. Этот монастырь — аббатство Пасси — был знаменит вином, производимым местными монахами-минимами, которое было по вкусу самому Людовику XIII, заезжавшему в монастырь пропустить стаканчик после охоты в Булонском лесу. Столетие спустя в этом же месте были обнаружены горячие источники, лечившие, по слухам, от женского бесплодия. Вот почему улица носит название Рю-дез-О (в переводе «улица Вод»).
Во время Французской революции монастырь был разграблен, о винных погребах забыли на некоторое время. И уже в XX веке один из владельцев парижского ресторана решил переоборудовать винные погреба в подземной галерее монастыря, которая не пострадала от нападений, в музей, посвящённый винам и всему, что имеет к ним отношение. В 1984 году состоялось торжественное открытие музея.

## Описание

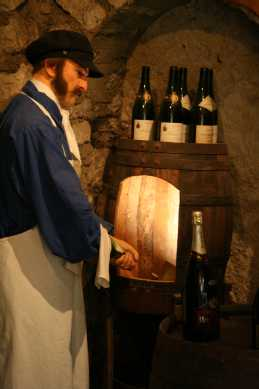
Музей вина

Музей вина в Париже знакомит своих посетителей с историей изготовления вина с глубокой древности до наших дней. Экскурсия включает знакомство с необычными погребами музея протяжённостью около 1 километра (средневековыми подвалами бывшего аббатства Пасси), в которых выставлены орудия труда виноделов, богатая коллекция бутылок, бочек, древнейших рюмок, керамических сосудов, этикеток для вина, а также интересная коллекция штопоров.
В музее представлены сцены из восковых фигур, запечатлевших события истории виноделия во Франции, а также самых известных ценителей этого напитка, среди прочих, Бахуса, Диониса, Наполеона Бонапарта, Бальзака, Людовика XIII и, кроме того, монахов, изображённых за работой, которые дают представление о разных этапах производства вина.
В залах ресторана за деревянными столами проводят дегустации коллекционных французских вин, тематические вечера, семинары, лекции о винах и истории.